# Victoria Vivians
Victoria Vivians, née le 17 novembre 1994 à Jackson (Mississippi), est une joueuse professionnelle américaine de basket-ball jouant au poste d'arrière.

## Biographie

### Carrière universitaire
Victoria Vivians joue au basket-ball au lycée de Scott Central High School à Forest dans le Mississippi. Elle rejoint l'universitée d'État du Mississippi en 2014 et joue pour les Bulldogs de Mississippi State. Durant les quatre saisons qu'elle dispute en NCAA, elle remporte de nombreux prix comme le Ann Meyers Drysdale Award (2018), WBCA Coaches' All-American (2018), quatre fois le Gillom Trophy (2015 à 2018), First-team All-American par l'Associated Press et la United States Basketball Writers Association (2018), trois fois dans la First-team All-SEC (2016 à 2018),... .

### Carrière professionnelle
Victoria Vivians est sélectionné en 8e position lors de la draft WNBA 2018 par le Fever de l'Indiana.

#### En WNBA

##### Fever de l'Indiana (2018-2023)
Victoria Vivians dispute son premier match en WNBA le 19 mai 2018 face au Sky de Chicago en jouant 5 minutes pour 3 points, 2 rebonds et une passe décisive. Le 16 juin 2018, elle établit un premier record en carrière avec 21 points face au Dream d'Atlanta, marquant ainsi la première victoire de sa franchise après 11 matchs disputés depuis le début de la saison. Elle établit un nouveau record le 1er juillet 2018 avec 27 points, de nouveau face au Dream. Pour sa saison rookie, elle dispute 34 matchs pour des moyennes par matchs de 8,9 points, 3,1 rebonds et 1,2 passe décisive en 27,1 minutes de jeu.
Elle manque l'intégralité de la saison WNBA 2019 en raison d'une déchirure du ligament croisé antérieur du genou droit lors d’un match à l’étranger le 25 mars 2019 en Israël.
Elle fait son retour à la compétition le 26 juillet 2020 face aux Mystics de Washington en inscrivant 8 points et 2 rebonds en 26 minutes de jeu. Après six matchs disputés, elle doit quitter la bulle de la WNBA de Bradenton afin de passer des examens pour son genou.
Lors de la saison WNBA 2021, elle dispute 31 matchs de saison régulière avec des moyennes par match de 6,8 points, 3,1 rebonds et 1,3 passe décisives. Elle réalise sa meilleure performance le 31 mai 2021 face aux Aces de Las Vegas avec 17 points. Au cours de cette saison, elle dépasse les 500 points inscrits en carrière et elle a inscrit 99 paniers à trois points, ce qui la classe au 13e rang dans l'histoire de la franchise. Le 7 février 2022, elle signe une extension de son contrat avec le Fever.
Lors de la saison WNBA 2022, elle dispute 35 matchs de saison régulière pour des moyennes par match de 9,8 points, 3,6 rebonds et 2,4 passes décisives.
Lors de la saison WNBA 2023, elle dispute 38 matchs de saison régulière pour des moyennes par match de 5,2 points, 3,1 rebonds et 1,3 passes décisives.
Le 21 mars 2024, elle est coupée par le Fever.

##### Storm de Seattle (depuis 2024)
Le 25 mars 2024, elle s'engage avec le Storm de Seattle. Elle commence la saison WNBA 2024 le 15 mai 2024 face au Lynx du Minnesota en prenant 4 rebonds et 1 passes décisive en 22 minutes de jeu. Elle y dispute 35 matchs de saison régulière pour des moyennes par match de 3,1 points, 2 rebonds et 0,8 passe décisives.

#### Hors WNBA
En 2019, elle évolue dans le championnat israélien avec le Maccabi Bnot Ashdod.
En janvier 2021, elle s'engage dans le championnat espagnol avec le CD Zamarat.
À partir d'octobre 2022, elle dispute l'EuroLigue féminine avec le club hongrois du KSC Szekszárd, avec qui elle dispute 8 matchs pour des moyennes de 18 points et 5,3 rebonds, faisant d'elle la troisième meilleure scoreuse de cette saison d'EuroLigue, avec notamment deux cartons face à l'USK Prague (27 points) et Fenerbahçe SK (25 points). Le 21 février 2023, elle rejoint les Flammes Carolo basket en Ligue féminine de basket jusqu'à la fin de la saison afin de compenser les blessures de Kiara Leslie et Emily Engstler.
En janvier 2024, elle retourne en Israël avec le Maccabi Bnot Ashdod.
En mai 2025, elle s'engage avec l'Adelitas de Chihuahua au Mexique.

### Carrière d'entraîneur
Durant l'intersaison 2024, elle rejoint les Bulldogs de Mississippi State en tant qu'assistant coach.

## Palmarès et Distinctions

### Palmarès
Néant.

### Distinctions personnelles
- Ann Meyers Drysdale Award (2018)
- WBCA Coaches' All-American (2018)
- All-American par United States Basketball Writers Association (2018)
- 4 x Gillom Trophy (2015, 2016, 2017, 2018)
- First-team All-American par l'Associated Press (2018)
- Third-team All-American par l'Associated Press (2017)
- 3 x First-team All-SEC (2016, 2014, 2018)
- Second-team All-SEC (2015)
- SEC All-Freshman Team (2015)

## Statistiques

### En universitaire
| Gras/Meilleures performances | [ 20 ] |

| Saison                    | Équipe                        | MJ  | M5  | Min  | %T   | %3   | %LF  | Rb  | PD  | Int | Ctr | BP  | F   | Pts  |
| ------------------------- | ----------------------------- | --- | --- | ---- | ---- | ---- | ---- | --- | --- | --- | --- | --- | --- | ---- |
| 2014-2015                 | Bulldogs de Mississippi State | 34  | 34  | 26,2 | 36,8 | 32,7 | 74,6 | 5,0 | 1,0 | 1,4 | 0,4 | 1,8 | 2,4 | 14,9 |
| 2015-2016                 | Bulldogs de Mississippi State | 36  | 36  | 31,1 | 38,2 | 30,9 | 73,2 | 5,8 | 1,0 | 1,7 | 0,3 | 1,8 | 2,7 | 17,1 |
| 2016-2017                 | Bulldogs de Mississippi State | 39  | 36  | 29,1 | 37,1 | 28,1 | 76,1 | 4,2 | 1,5 | 1,4 | 0,3 | 1,7 | 2,0 | 16,2 |
| 2017-2018                 | Bulldogs de Mississippi State | 39  | 39  | 31,3 | 48,5 | 40,4 | 80,9 | 6,1 | 1,9 | 1,4 | 0,3 | 1,6 | 2,1 | 19,8 |
| Total : moyenne par match | Total : moyenne par match     |     |     | 29,5 | 40,4 | 32,4 | 76,5 | 5,3 | 1,4 | 1,5 | 0,3 | 1,7 | 2,3 | 17,1 |
| Totaux                    | Totaux                        | 148 | 145 | 4369 | 923  | 281  | 400  | 783 | 202 | 218 | 47  | 252 | 338 | 2527 |